# صفيحة (تشريح)
الصفيحة هي مصطلح تشريحي عام يعني «رقاقة» أو «طبقة». وتستخدم في كلٍ من التشريح الوصفي والتشريح المجهري لوصف الهياكل.
وفيما يلي بعض الأمثلة:
- الصفائح الخاصة بالغضروف الدرقي: عبارة عن صفيحتين تشبهان الورقة في الغضروف الذي يشكل جدران الهيكل
- الصفائح الفقرية: وهي رقاقات من العظم تشكل الجدران الخلفية من كل فقرة، وتضم الحبل الشوكي
- صفائح المهاد البصري: وهي طبقات من نسيج المهاد البصري
- الصفيحة المخصوصة: وهي طبقة النسيج الضام تحت ظهارة العضو